# Korodi Gál János
Korodi Gál János (Királyfalva, 1929. január 22. – Kolozsvár, 1986. február 12.) ornitológus, egyetemi oktató, természettudományi szakíró. 

## Élete
A Kis-Küküllő melletti Magyarkirályfalván született. 1949-ben érettségizett a nagyenyedi Bethlen Kollégiumban, ezt követően 1953-ban a Bolyai Tudományegyetem biológia karán szerzett tanári diplomát. A Bolyai, majd a Babeș–Bolyai Tudományegyetem állattan tanszékén dolgozott haláláig. 1964-ben a biológiai tudományok doktora lett.
Úttörő munkát végzett a romániai ornitológiai kutatások területén. A terepmunkákban finnországi kutatók módszereit hasznosítva, felmérte különböző erdélyi ökoszisztémák madárpopulációjának szerkezetét.
Ornitológiai tárgyú írásai különböző szakfolyóiratokban jelentek meg: Studii și Cercetări és Studia Universitatis Babeș-Bolyai (Kolozsvár), Natura, Ocrotirea Naturii, Cercetări Piscicole (Bukarest), Tibiscus (Temesvár), Vertebrata Hungarica és Aquila (Budapest). Részt vett az 1978-ban megjelent Fauna RSR (A Románia Szocialista Köztársaság faunája) madártani részének szerkesztésében.

## Művei
- Adatok a Bihar-hegység madárvilágának ismeretéhez, in Aquila, 1958
- Megfigyelések néhány verébidomú madár fiókáinak etetéséről (Társszerzők Gyurkó István, Győrfy Sándorm Ráthonyi Károly) in Aquila 1959/3
- Adatok a barátcinege (Parus palustris L.) fiókáinak táplálkozásmennyiségi ismeretéhez in Vertebrata Hungarica, 1960/2
- Újabb adatok a csicsörke (Serinus canarius serinus L.) romániai elterjedéséhez in Vertebrata Hungarica, 1960/2
- Adatok a hósármány (Plectrophenax nivalis L.) erdélyi előfordulásához in Vertebrata Hungarica, 1961/1-2
- A mezőgazdaság hasznos és káros madarai (társszerzők Dr. Péterfi István és Gyurkó István), Mezőgazdasági és Erdészeti Állami Kiadó, Bukarest, 1963
- Vogelzönologische Forschungsergebnisse aus einigen Tieflands Eichen- und Mischwäldern Siebenbürgens = Madárcönológiai vizsgálatok Erdély egyes síksági tölgy- és vegyes erdőiben in Vertebrata Hungarica, 1964/1-2
- Caiet de lucrări practice de zoologia vertebratelor (társszerző Traian Ceuca és Gyurkó István, egyetemi jegyzet, Kolozsvár, 1981)
- Az állatok viselkedéséről; Tudományos és Enciklopédiai Kiadó, Bukarest, 1984